# Spirit If
Broken Social Scene Presents Kevin Drew - Spirit If..., ou só Spirit If..., é o primeiro álbum da série "Broken Social Scene Presents", gravado por Kevin Drew e lançado em 2007.

## Faixas
1. "Farewell to the Pressure Kids" - 5:49
2. "Tbtf" - 3:51
3. "F-ked Up Kid" - 5:09
4. "Safety Bricks" - 4:27
5. "Lucky Ones" - 6:44
6. "Broke Me Up" - 4:24
7. "Gang Bang Suicide" - 6:22
8. "Frightening Lives" - 6:12
9. "Underneath the Skin" - 0:46
10. "Big Love" - 3:19
11. "Backed Out on the..." - 4:16
12. "Aging Faces / Losing Places" - 4:31
13. "Bodhi Sappy Weekend" - 4:29
14. "When It Begins" - 5:01